# Le Berger fidèle

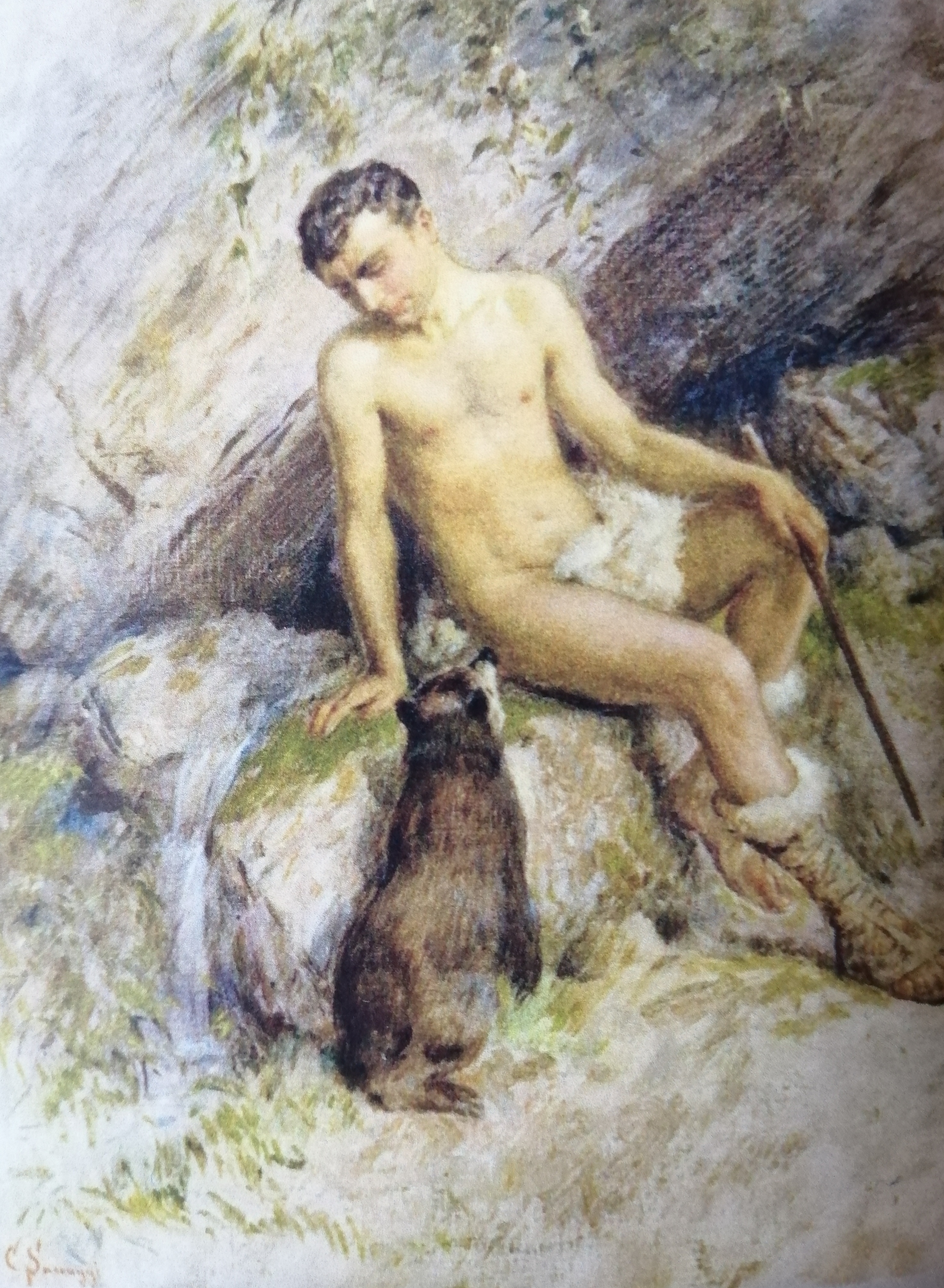
"Berger dans un cadre bucolique", oeuvre de Cesare Saccaggi de Tortona.

Le Berger fidèle est le titre d'une cantate de Jean-Philippe Rameau inspirée de l'œuvre d'un poète italien du XVIe siècle, Giovanni Battista Guarini, dont le titre est l'exact équivalent en italien : Il pastor fido qui est aussi celui d'un opéra de Haendel basé sur ce même poème.
La cantate de Rameau date probablement de 1728 et serait donc la dernière du compositeur qui aborde quelques années plus tard des compositions de plus grande envergure avec la tragédie en musique Hippolyte et Aricie. Cuthbert Girdlestone la considère d'ailleurs comme la plus intéressante et la plus française des cantates de Rameau, dont le style personnel l'imprègne comme aucune autre. Elle semble pourtant n'avoir eu aucun succès.
Particulièrement achevée, selon Philippe Beaussant, cette cantate est écrite pour une voix de ténor et un ensemble instrumental réduit, soit deux violons avec basse continue.
« Le berger Myrtil, désespéré de savoir qu'Amarillis, sa bien-aimée, doit être immolée sur l'autel de Diane pour avoir succombé à l'Amour, fait le vœu de la remplacer et son dévouement leur gagne à tous les deux la grâce de la déesse et l'autorisation de s'épouser. »
Le Berger fidèle comporte trois airs de caractère élégiaque précédés chacun d'un récitatif.
Récitatif
Prêt à voir immoler l'objet de sa tendresse,
Le fidèle Myrtil déplore ses malheurs ;
Il soupire, il gémit sans cesse
Et sa voix aux Échos dit ainsi ses douleurs :
Air plaintif
Diane, apaise ton courroux !
Par un horrible sacrifice,
Peux-tu briser des nœuds si doux ?
Faut-il qu'Amarrylis périsse ?
Ah, si sa timide innocence
Sur vos autels doit expirer,
Dieux ! Quelle est donc la récompense
Que la vertu doit espérer ?
Récitatif
Mais c'est trop me livrer à ma douleur mortelle :
Un autre doit mourir pour elle.
Hâtons-nous de la secourir
Pour sauver ce qu'il aime un amant doit périr.
Air gai
L'amour qui règne dans votre âme,
Berger, a de quoi nous charmer.
Par votre généreuse flamme,
Vous montrez comme il faut aimer.
L'amant léger brise ses chaînes
Quand le sort trahit ses désirs.
Sans vouloir partager les peines,
Il veut avoir part aux plaisirs.
Récitatif
Cependant à l'autel le berger se présente ;
Son front est déjà ceint du funeste bandeau ...
Arrêtez ! Diane est contente
D'un amour si rare et si beau !
Myrtil obtient la fin des maux de l'Arcadie
Et lorsqu'il croit perdre la vie,
L'hymen pour cet amant allume son flambeau.
Air vif et gracieux
Charmant Amour, sous ta puissance,
Tôt ou tard on sent tes faveurs.
Souvent dans les plus grands malheurs,
Elles passent notre espérance.
Tu ne fais sentir tes rigueurs
Que pour éprouver la constance,
Tu veux que la persévérance
Puisse mériter tes faveurs.
Le second air, d'une souplesse mélodique toute italienne, sera réutilisé par Rameau dans la troisième entrée des Fêtes d'Hébé onze ans plus tard.